# Ахлюстин, Пётр Николаевич
Пётр Николаевич Ахлюстин (12 июня 1896, Касли, Екатеринбургский уезд, Пермская губерния — 28 июля 1941, район города Пропойск) — советский военный деятель, Генерал-майор (1940).

## Начальная биография
Родился 12 июня 1896 года в городе Касли Екатеринбургского уезда Пермской губернии (ныне Челябинской области) в рабочей семье.

## Военная служба

### Первая мировая и Гражданская войны
В августе 1915 был призван в ряды Русской императорской армии, после чего был направлен рядовым во Павлоградский 2-й лейб-гусарский полк, в составе которого принимал участие в боевых действиях на Западном фронте (в Прибалтике). Демобилизовался в декабре 1917 в чине младшего унтер-офицера, после чего работал кочегаром на Каслинском металлургическом заводе.
24 июня 1918 добровольно вступил в ряды РККА и был направлен в конную сотню 267-го горно-стрелкового полка, где служил на должностях командира взвода и помощника командира сотни. В июне 1920 был назначен на должность начальника пулемётной команды 3-го батальона особого назначения Южного фронта, в мае 1921 — на должность помощника командира стрелковой роты, а затем — на должность командира сотни в составе 267-го стрелкового полка. Принимал участие в боевых действиях на Восточном и Южном фронтах, штурме Перекопа.

### Межвоенное время
В декабре 1922 был назначен на должность командира учебного взвода дивизионной школы, а с августа 1923 служил на должностях командира взвода, помощник командира и временно исполняющего должность командира эскадрона в составе 30-й стрелковой дивизии. С ноября 1924 служил в отдельном кавалерийском эскадроне в составе 51-й стрелковой дивизии на должностях помощника командира и командира эскадрона.
В 1926 закончил Симферопольские курсы комсостава РККА, а в октябре 1927 был направлен на учёбу на кавалерийские курсы усовершенствования командного состава в Новочеркасске, которые закончил в августе 1928.
В ноябре 1929 был назначен на должность начальника хозяйственной части Украинской кавалерийской школы имени С. М. Будённого, в январе 1931 — на должность помощника командира, затем — на должность командира 2-го запасного кавалерийского полка (Украинский военный округ), в апреле 1935 — на должность командира 104-го кавалерийского полка (26-я кавалерийская дивизия), в сентябре 1937 — на должность командира 23-й кавалерийской дивизии (7-й кавалерийский корпус, Киевский военный округ), а в июне 1938 — на должность командира 24-й кавалерийской дивизии (13-й кавалерийский корпус, Белорусский военный округ).
Осенью 1939 принимал активное участие в походе Красной Армии в Западную Белоруссию. Подвижной отряд в составе 24-й кавдивизии и 22-й танковой бригады под командованием П. Н. Ахлюстина действовал в авангарде и стал основной ударной силой всей Полоцкой группы (3-я армия) Белорусского фронта. 17 сентября в 5 часов утра он первым пересёк границу. В 8 часов передовые части, которые так и называли «группа Ахлюстина», вошли в Докшицы, 18 сентября в Дуниловичи, Лынтупы и Свенцяны, а 19-го, после боя, в Вильно и приступила к организации охраны латвийской и литовской границ.
В конце января 1940, со срочно добавленным в дополнение к четырём кавалерийским полкам 24-й кавдивизии танковым полком принял участие в советско-финской войне. 8 февраля в составе 1-го корпуса 8-й армии дивизия вступила в бой севернее Ладожского озера с задачей охватить с тыла финские войска в районе важного стратегического узла Лоймола. Глубокий снег, крайне пересечённая труднопроходимая местность, сильные морозы с ветром не позволили дивизии действовать в конном строю (пришлось спешиться). В самом конце войны во главе 30 эскадронов П. Н. Ахлюстин ходил в рейд по финским тылам, за что был удостоен ордена Красной Звезды.
После окончания военных действий дивизия была передислоцирована в Закавказский военный округ (в Кировабад). Кавдивизия была признана лучшей в округе, ей было присвоено имя маршала Советского Союза С. Тимошенко, а П. Н. Ахлюстин награждён вторым орденом Красной Звезды и удостоен звания генерал–майора.
Приказом НКО СССР от 15 февраля 1941 был назначен на должность командира 39-го стрелкового корпуса в составе 1-й Краснознамённой армии Дальневосточного фронта, однако уже 27 февраля данный приказ был отменён, и Ахлюстин был назначен на должность командира 13-го механизированного корпуса в составе 10-й армии Западного особого военного округа (Бельск-Подляски, Белостокская область), куда прибыл в конце мая 1941.

### Великая Отечественная война
С началом войны корпус вступил в сражение на белостокском направлении против превосходящих сил противника, не имея и 50% личного состава и получив только пятую часть из полагающихся по штату танков (294 танка, из них 263 Т-26 и 15 БТ; из 222 танка находились в 25-й дивизии). С первого же часа вторжения корпус вступил в бой с 9-м армейским корпусом вермахта. Уже с 8 утра развернулись бои на реке Нужец, а к концу дня 24 июня оборона мехкорпуса была прорвана (на этот момент в соединении практически не осталось танков, более 30% были сожжены экипажами по израсходованию горючего). В начале июля остатки корпуса были окружены в районе Минска.
Последнюю технику группа Ахлюстина потеряла в начале июля южнее Станьково под Минском. Дальше пошли пешком. В том бою генерал получил ранение. До этого Петру Николаевичу везло, он дважды подвергался нападению немецких диверсантов, переодетых в красноармейскую форму, но пули не брали комкора. Стрелявший в упор гитлеровец лишь сбил с генерала фуражку, а второй продырявил плащ и поцарапал кожу на руке выше локтя.
К концу июля остатки 13-го механизированного корпуса (фактически без материальной части) под руководством П. Н. Ахлюстина после более 500-километрового перехода по тылам противника вышли южнее Могилёва к реке Сож на соединение с частями Красной Армии. 28 июля, организуя выход из окружения остатков корпуса, П. Н. Ахлюстин погиб при артобстреле во время переправы через реку Сож в районе города Пропойск.
Трудно было с ранеными, их приходилось нести. Некоторые просили генерала оставить их, чтобы не быть  обузой для всей колонны. Но генерал был тверд… Он приказал не оставлять даже трупов советских воинов на поругание врагу, а хоронить, по возможности, с воинскими почестями. Генерал был тоже  ранен…
Генерал-майор П. Н. Ахлюстин до подхода к реке, хотя и был ранен, шел в голове колонны и через посыльных руководил боем. Когда же приступили к форсированию реки, он остался на правом берегу и руководил переправой. На просьбы подчиненных переправиться с передовым подразделением генерал ответил категорическим отказом…
Генерал-майор оставил западный берег реки с последней группой бойцов и погиб в водах Сожа от прямого попадания вражеского снаряда.

## Воинские звания
- Полковник (24.01.1936);
- Комбриг (17.02.1938);
- Генерал-майор (04.06.1940).

## Награды
- Орден Красного Знамени (1922);
- Орден Отечественной войны 1-й степени (06.05.1965);
- Два ордена Красной Звезды (22.02.1938, 19.05.1940);
- Юбилейная медаль «XX лет Рабоче-Крестьянской Красной Армии» (1938).